# Maladies de la betterave
Liste non exhaustive de maladies de la betterave (Beta vulgaris).

## Maladies bactériennes
| Maladies                            | Agents pathogènes                                               |
| ----------------------------------- | --------------------------------------------------------------- |
| Taches foliaires bactériennes       | Pseudomonas syringae pv. aptata                                 |
| Galle à Xanthomonas                 | Xanthomonas beticola                                            |
| Pourriture molle bactérienne        | Erwinia carotovora subsp. carotovora                            |
| Nécrose vasculaire de la betterave  | Erwinia carotovora subsp. betavasculorum                        |
| Tumeur bactérienne, galle du collet | Agrobacterium tumefaciens                                       |
| Flétrissement argenté               | Curtobacterium flaccumfaciens pv. betae = Corynebacterium betae |

## Maladies fongiques
| Maladies                                           | Agents pathogènes |
| -------------------------------------------------- | --- |
| Alternariose (taches foliaires nécrotiques)        | Alternaria alternata Alternaria brassicae |
| Anthracnose                                        | Colletotrichum dematium |
| Pourriture noire (Aphanomyces)                     | Aphanomyces cochlioides |
| Maladie des vaisseaux noirs                        | Pythium irregulare |
| Cercosporiose de la betterave                      | Cercospora beticola |
| Pourriture charbonneuse                            | Macrophomina phaseolina |
| Pourriture à Choanephora                           | Choanephora cucurbitarum |
| Fonte des semis                                    | Aphanomyces cochlioides Cylindrocladium spp. Fusarium spp. Phoma betae Pleospora betae [téléomorphe] Pythium spp. Rhizoctonia solani Thanatephorus cucumeris [téléomorphe] |
| Mildiou                                            | Peronospora farinosa Peronospora farinosa f.sp. betae = Peronospora schachtii                                                                                              |
| Fusariose                                          | Fusarium oxysporum |
| Urophlyctis (galles foliaires)                     | Physoderma leproides = Urophlyctis leproides |
| Taches foliaires et pourriture des racines à Phoma | Phoma betae |
| Phymatotrichum (pourriture des racines)            | Phymatotrichopsis omnivora = Phymatotrichum omnivorum |
| Pourriture humide à Phytophthora                   | Phytophthora drechsleri |
| Oïdium                                             | Erysiphe polygoni = Erysiphe betae |
| Pythium (pourriture des racines)                   | Pythium aphanidermatum Pythium deliense |
| Ramulariose                                        | Ramularia beticola |
| Rhizoctone brun                                    | Rhizoctonia solani |
| Rhizopus (pourriture des racines)                  | Rhizopus arrhizus Rhizopus stolonifer |
| Rouille                                            | Uromyces betae |
| Sclerotinia (pourriture des racines)               | Sclerotinia sclerotiorum |
| Rouille des plantules                              | Puccinia subnitens |
| Stemphylium (taches foliaires)                     | Stemphylium botryosum Pleospora tarda [téléomorphe] |
| Pourriture des betteraves en tas                   | Botrytis cinerea Botryotinia fuckeliana [téléomorphe] Penicillium spp. Phoma betae                                                                                         |
| Verticilliose                                      | Verticillium albo-atrum |
| Rhizoctone violet                                  | Helicobasidium brebissonii Rhizoctonia crocorum [anamorphe] |

## Maladies virales
| Maladies                           | Agents pathogènes |
| ---------------------------------- | --- |
| Mosaïque de la luzerne             | genre Alfamovirus, Virus de la mosaïque de la luzerne (Alfalfa mosaic virus (AMV)                                                                      |
| Enroulement apical de la betterave | genre Hybrigeminivirus, Virus de l'enroulement apical de la betterave (Beet curly top virus, BCTV)                                                     |
| Enroulement de la betterave        | genre Rhabdovirus, Virus de l'enroulement de la betterave (Beet leaf curl virus, BCLV)                                                                 |
| Jaunisse modérée de la betterave   | genre Luteovirus, virus de la jaunisse modérée de la betterave (Beet mild yellows virus, BMYV)                                                         |
| Mosaïque de la betterave           | genre Potyvirus, Virus de la mosaïque de la betterave (Beet mosaic virus, BtMV)                                                                        |
| Jaunisse réticulée de la betterave | genre Luteovirus, virus de la jaunisse réticulée de la betterave (Beet yellow net virus, BYNV)                                                         |
| Jaunisse grave de la betterave     | genre Closterovirus, Virus de la jaunisse grave de la betterave (Beet yellows virus, BYV)                                                              |
| Mosaïque du concombre              | genre Cucumovirus, Virus de la mosaïque du concombre (Cucumber mosaic virus CMV)                                                                       |
| Jaunisse infectieuse de la laitue  | genre Closterovirus, Virus de la jaunisse infectieuse de la laitue (Lettuce infectious yellows virus, LIYV)                                            |
| Rhizomanie                         | genre Benyvirus, virus des nervures jaunes et nécrotiques de la betterave (Beet necrotic yellow vein virus, BNYVV) (vecteur fongique : Polymyxa betae) |
| Pseudo-jaunisse de la betterave    | genre Crinivirus, Virus de la pseudo-jaunisse de la betterave (Beet pseudo-yellows virus, BPYV)                                                        |